# Pablo Restrepo
Pablo Restrepo (Medellín, 26 mei 1960) is een voormalig internationaal  zwemmer uit Colombia, gespecialiseerd op de schoolslag. Hij vertegenwoordigde zijn Zuid-Amerikaanse vaderland driemaal deel aan de Olympische Spelen: 1980, 1984 en 1988.
Restropa was de vlaggendrager namens Colombia bij de openingsceremonie van de Olympische Zomerspelen 1984 in Los Angeles, Verenigde Staten. Zijn grootste successen waren de bronzen medaille op de 200 meter schoolslag bij de Pan-Amerikaanse Spelen 1979. Vier jaar, bij de Pan-Amerikaanse Spelen 1983, won hij op datzelfde onderdeel de zilveren plak plus een bronzen op de 100 meter schoolslag.